# Hökviken
Hökviken is een plaats in de gemeente Falun in het landschap Dalarna en de provincie Dalarnas län in Zweden. De plaats heeft 85 inwoners (2005) en een oppervlakte van 26 hectare. De plaats ligt aan het meer Varpan, net ten noorden van de stad Falun.

## Verkeer en vervoer
Bij de plaats loopt de Riksväg 50.